# صليب الحرب
صليب الحرب (بالإنجليزية: Cross of War)‏، (بالفرنسية: Croix De Guerre) هو وسام عسكري لفرنسي، تم إنشاؤه لأول مرة في عام 1915، يتكون من ميدالية مربعة الشكل على سيفين متقاطعين، تم منح الوسام لأول مرة خلال الحرب العالمية الأولى، وأيضًا في الحرب العالمية الثانية، وفي صراعات أخرى؛ تم إنشاء صليب الحرب في عام 1921 وكان يسمى "croix de guerre TOE" والذي يعني «صليب الحرب الموحد»، تم منحه للقوات العسكرية الأجنبية المتحالفة مع فرنسا.
تختلف ميدالية صليب الحرب حسب الدولة التي تمنح الجائزة ولأي صراع، توجد ميداليات فرنسية منفصلة للحرب العالمية الأولى والثانية، وذلك نظرًا لأنه يتم إصداره في عدة ميداليات، وكزخرفة واحدة، حيث يمكن منح الفرد الوسام عدة مرات، لأعمال مختلفة، ومن مصادر مختلفة، مما يعني أنه تم تمييز هذه الميداليات في سجلات الخدمة.

## صليب الحرب الفرنسي
تم إنشاء الصليب بموجب القانون الصادر في 2 أبريل 1915، وتم اقتراحه من قبل النائب الفرنسي إميل بريانت، ابتكره النحات بول أندريه بارثولومي، وهي عبارة عن صليب من البرونز بسيفين يظهر في الوسط تمثال الجمهورية.

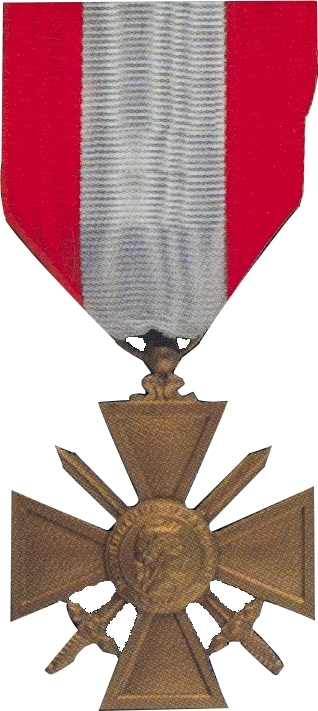
صليب الحرب الفرنسي

هناك ثلاث ميداليات مميزة منه في نظام التكريم الفرنسي:
| شريط | الجوائز                                             |
|      | صليب الحرب 1914-1918 (لخدمة الحرب العالمية الأولى)  |
|      | صليب الحرب 1939-1945 (لخدمة الحرب العالمية الثانية) |
|      | صليب الحرب الموحد                                   |

أنشأت حكومة فرنسا الفيشية صليباً أثناء الحرب العالمية الثانية، ويعتبر ارتداءها محظور الآن وفق القانون الفرنسي:
| شريط | الجوائز                                           |
|      | صليب الحرب (لخدمة الحرب العالمية الثانية)         |
|      | صليب الحرب الفرنسي (لخدمة الحرب العالمية الثانية) |

يمثل الصليب الفرنسي ذكرًا في الرسائل التي يمنحها الضابط، على الأقل قائد الفوج، وتعتمد على الضابط الذي أصدر الإشارة، يتم تمييز شريط الصليب "Croix" بدبابيس إضافية، وهي:
- نجمة برونزية تمنح على مستوى الفوج أو اللواء.
- نجمة فضية تمنح على مستوى الفرقة.
- نجمة فضية (ذهبية) تمنح على مستوى الفيلق.
- كف برونزي تمنح على مستوى الجيش.
- كف فضي (ذهبي) تمنح على مستوى القوات الفرنسية الحرة (الحرب العالمية الثانية فقط).

## الولايات المتحدة

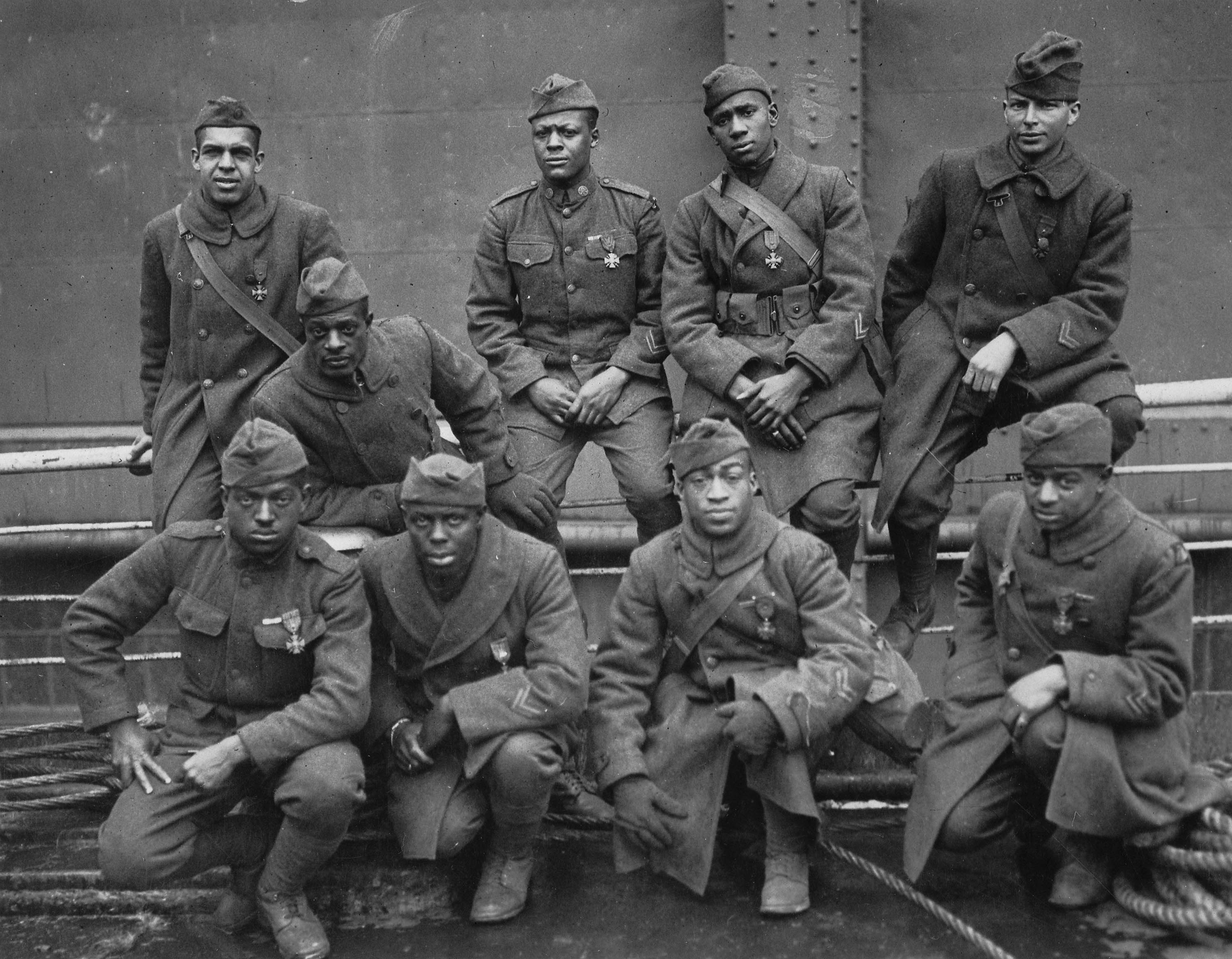
مجموعة من فوج المشاة 369 يظهرون بعد الحرب العالمية الأولى بميداليات صليب الحرب

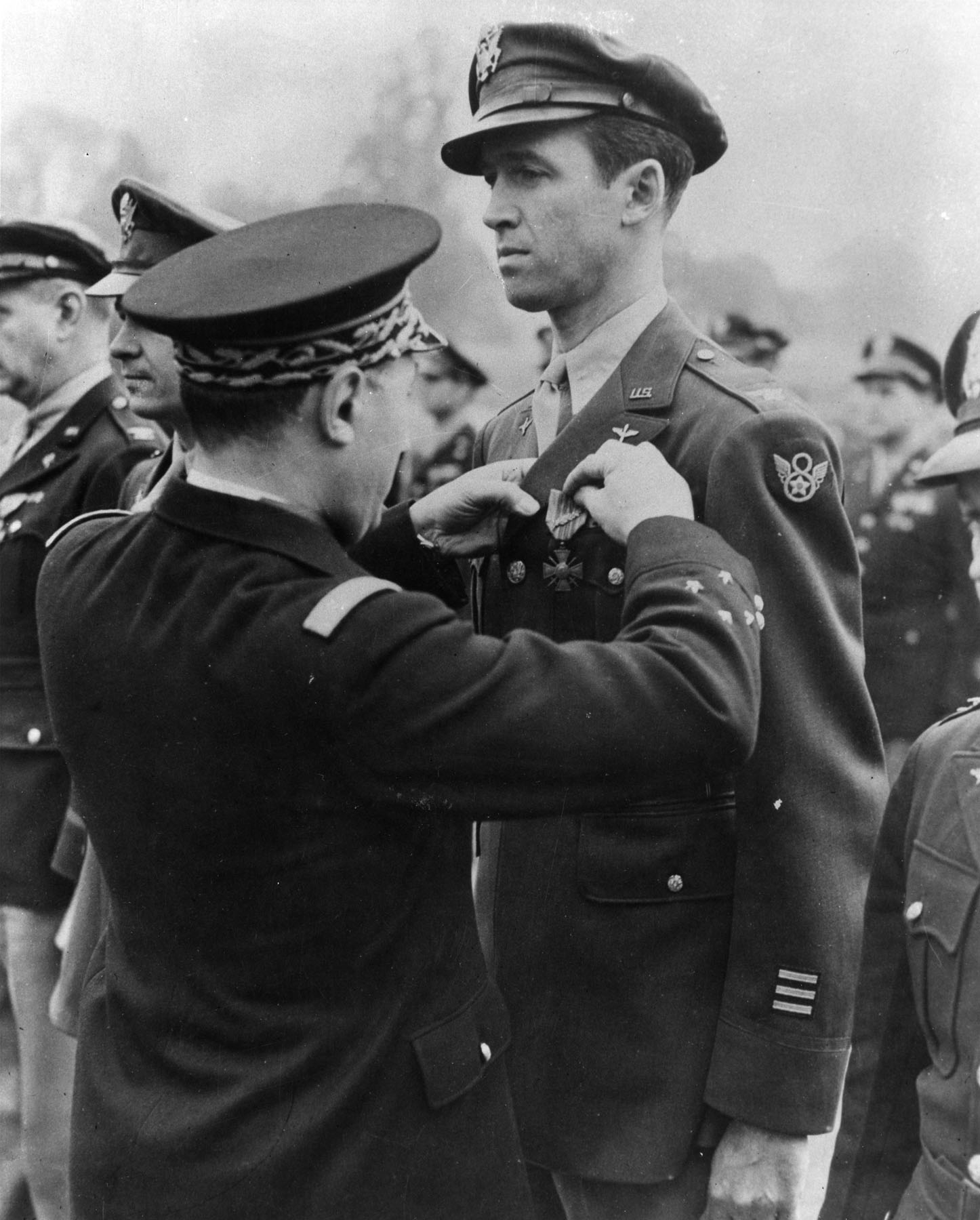
حصل العقيد جيمي ستيوارت على جائزة صليب الحرب بالنخلة في عام 1944.

في جيش الولايات المتحدة، تم قبول الوسام كزخرفة أجنبية. ولا يزال من أصعب المكافآت التي تعطى للاستحقاق، تم تزيين علم فوج المشاة الـ 104 للبسالة التي قدموها في الحرب العالمية الثانية بـ (صليب الحرب) من قبل الجنرال الفرنسي (فينيلون باساغا)، وأصبحت فرقة المشاة 104 أول وحدة أمريكية يتم تكريمها من قبل دولة أجنبية لشجاعتها الاستثنائية في القتال، وحصل 117 فردًا من فرقة المشاة 104 كجا فردية، بمن فيهم قائدها العقيد جورج شيلتون، استلمت مجموعة القصف رقم 320 (صليب الحرب بالنخلة) للعمل استعدادًا ودعمًا لعمليات الحلفاء الهجومية في وسط إيطاليا، وكانت أول وحدة أمريكية في هذه الحرب تحصل على هذا التكريم. كما حصل أعضاء الكتيبة 440 AAA AW التابعة للجيش الأمريكي على نفس الجائزة لإيقاف هجوم آردن الألماني المضاد في السيطرة على بلدة جوفي، بلجيكا، لمدة 41⁄2 في بداية معركة الثغرة في 16 ديسمبر 1944، وحصل جوزيف ريجيز على جائزة فردية منه ايضاً، مُنح جنود من فوج المشاة المظلي 509 التابع للجيش الأمريكي «جيرونيموس» جائزة صليب الحرب بالنجمة الفضية للخدمة في حملة جنوب فرنسا، وتم منحها إلى فوج المشاة رقم 369 المعروف باسم «هارليم مقاتل الجحيم». وتم منحها إلى 171 فرداً من وحدة (هارليم مقاتل الجحيم) إلى جانب أعلى جائزة دولية وهو وسام جوقة الشرف، وكانت ألوان الوحدة 509 تحمل شعار ستريمر المطرز بالإنجليزية "MUY EN PROVENCE".

## إنقاذ حياة 194 جندي
خلال الحرب العالمية الأولى ساعد الحمام الزاجل شير آمي من الفرقة 77 في إنقاذ حياة 194 جنديًا أمريكيًا من خلال حمل رسالة عبر خطوط العدو، وأصيب شير آمي برصاصة في صدره وساقه، وفقد معظم ساقه التي تم ربط الرسالة بها، وأصاب بالعمى في إحدى عينيه، لكنه استمر في الرحلة التي يبلغ طولها 25 ميلاً متجنباً الشظايا والغازات السامة لإيصال الرسالة، وحصل على جائزة صليب الحرب بالنخلة الفرنسي للخدمة البطولية التي قدمها، وتوفي لاحقًا متأثرًا بجروحه وتم تكريمه في مؤسسة سميثسونيان.